# Hāwea / Bligh Sound
Der Hāwea / Bligh Sound ist ein als Fjord zu bezeichnender Meeresarm auf der Südinsel von Neuseeland.

## Namensherkunft
Der Hāwea / Bligh Sound erhielt seinen englischen Namen nach William Bligh von dem walisischen Kapitän der Royal Navy, John Grono, der auf der Governor Bligh zwischen 1809 und 1819 die Südwestküste der Südinsel für die Seehundjagd bereiste und dabei die Küstenlandschaft erforschte.

## Geographie
Der rund 17,7 km lange Hāwea / Bligh Sound befindet sich rund 8 km südwestlich des Te Hāpua / Sutherland Sound und rund 33 km südwestlich des Milford Sound/Piopiotahi an dem südwestlichen Teil der Westküste der Südinsel. Der Fjord knickt zwei Mal auf seinem Weg ins Landesinnere im rechten Winkel ab, einmal an der Engstelle des Cloudy Passes von südöstlicher Richtung in eine südwestliche und beim Evening Point noch einmal in die südöstliche Richtung bis zum Mündungsgebiet des Wild Natives River. Die Breite des Sounds variiert zwischen rund 350 m und 1650 m und öffnet sich zur Tasmansee hin auf eine Breite von 2750 m. Die Seefläche des Gewässers umfasst eine Fläche von rund 21,1 km² und die Küstenlänge misst rund 39 km. Der Sound misst an seiner tiefsten Stelle 186 m und die den Sound umgebenden Berge erheben sich bis auf über 1300 m Höhe. Das gesamte Wassereinzugsgebiet des Hāwea / Bligh Sound umfasst eine Fläche von 206 km².
Rund 10 km südwestlich befindet sich der Te Houhou / George Sound.

## Geologie
Der Hāwea / Bligh Sound ist im klassischen Sinne ein Fjord, der, wie alle Fjorde im Südwesten der Südinsel auch, durch Zusammenspiel von Gletscherbewegungen der letzten Kaltzeit und Überflutung des Tals durch den ansteigenden Meeresspiegel entstanden ist. Die Bezeichnung Sound kam durch die ersten europäischen Siedler und Seefahrer, die zahlreiche Täler in der Region Fiordland so nannten. Diese Bezeichnung wird eigentlich nur für von der Seeseite her geflutete Flusstäler verwendet, wie die Marlborough Sounds im Norden der Südinsel. Die Seefahrer, zumeist englischer oder walisischer Herkunft, kannten von ihrer Heimat her keine Fjorde und so verwendeten sie für die Meeresarme die ihnen bekannten Bezeichnungen, die später auch nicht mehr korrigiert wurden.

## Meeresschutzgebiet
Der mittlere Teil des Fjords wurde 2005 unter dem Namen Hawea (Clio Rocks) Marine Reserve als Meeresschutzgebiet ausgewiesen. Es umfasst eine Fläche von 411 Hektar.